# Echeveria longissima
Echeveria longissima là một loài thực vật có hoa trong họ Crassulaceae. Loài này được E.Walther miêu tả khoa học đầu tiên năm 1938.